# Euclysia maurusaria
Euclysia maurusaria är en fjärilsart som beskrevs av William Schaus 1923. Euclysia maurusaria ingår i släktet Euclysia och familjen mätare. Inga underarter finns listade i Catalogue of Life.